# Zigeunerkute
Zigeunerrkute – wąwóz w lesie Brieskower Freiheide, w południowej części Frankfurtu nad Odrą, w dzielnicy Lossow, na południowy wschód od jeziora Helenesee.
Głębokość jamy wynosi 41,0 m.